# Huehuetenango (Guatemala)
Huehuetenango é uma cidade da Guatemala, pertencente ao departamento homônimo, sendo a capital deste departamento. Localiza-se na região noroeste do país.
A economia de Huehuetenango baseia-se no cultivo do café (82%). Repolho, cenoura, beterraba, tomate, rabanete, batata-doce, feijão e batata aparecem com porcentagem menor.